# Sahitya Akademi Fellowship
Das Sahitya Akademi Fellowship ist eine literarische Ehrung in Indien, die von der Sahitya Akademi, Indiens nationaler Literatur-Akademie, verliehen wird. Es ist die höchste Ehre, die die Akademi einem lebenden Schriftsteller zuteilwerden lässt. Die Zahl der Stipendiaten übersteigt zu keinem Zeitpunkt 21. Die Sahitya Akademi Fellows werden aus Schriftstellern gewählt, die von der Akademi als von höchsten literarischen Verdiensten angesehen werden. Diese Stipendiaten werden oft als die „Unsterblichen der indischen Literatur“ bezeichnet. Sarvepalli Radhakrishnan war 1968 der erste Schriftsteller, der in die Gemeinschaft gewählt wurde. Mulk Raj Anand war der erste indisch-englische Schriftsteller, der 1989 aufgenommen wurde, und R. K. Narayan im Jahr 1994 der zweite.

## Liste der Fellows (Auswahl)
- Jayanta Mahapatra
- Sitakant Mahapatra
- Amrita Pritam
- Sankha Ghosh
- Kaifi Azmi
- Manoj Das
- Raja Rao
- Anita Desai
- R. K. Narayan
- Sarvepalli Radhakrishnan